# Alyssum robertianum
Alyssum robertianum är en korsblommig växtart som beskrevs av Bernard, Godron och Jean Charles Marie Grenier. Alyssum robertianum ingår i släktet stenörter, och familjen korsblommiga växter. Inga underarter finns listade i Catalogue of Life.